# OTONaMazu
OTONaMazu（オトナマズ）は、SNSの機能を兼ね備え持つ音楽を主体とするインターネットラジオ放送局である。
オトナマズの由来は、「生の音」を発信するということ、大人の音、そして、音楽業界に激震を起こすことを目論んで「ナマズ」のイメージも加えられた。正式なスペルは「OTONaMazu」が正しい。

## 概要
2006年10月にオトナマズ株式会社を矢崎英博と林ケイジュが設立。同月29日に最初の放送を開始した。最初の放送は、InterFMで終了したピーター・バラカンの「BARAKAN BEAT」の復活放送からスタート。約10番組が放送され、番組のない時間帯は様々な音楽がランダムに放送されていた。2015年3月25日、放送を終了した。

## 番組
- 山本実樹子のクラシック・ハッピネス
- Dream The Radio - Clearance
- Altavista Show - ニッチ石田
- ジャカジャン！
- CatfishBlues - Blues専門番組
- Cafe de Yoshi
- Barakan Beat - 2006年10月29日〜2009年9月20日
- Will the Circle Be Unbroken - Foomy & Shinji